# Anna Watkinsová
Anna Watkinsová, nepřechýleně Anna Watkins, rodným jménen Anna Bebington (* 13. února 1983, Leek, Staffordshire) je britská veslařka. Na Letních olympijských hrách 2012 v Londýně získala s Katherine Graingerovou zlatou medaili na dvojskifu. Je též dvojnásobnou mistryní světa.